# Kryterium Leibniza
Kryterium Leibniza – kryterium zbieżności szeregów naprzemiennych mówiące, że szereg naprzemienny, którego ciąg wyrazów jest na moduł nierosnący i zbieżny do {\displaystyle 0,} jest zbieżny.

## Kryterium
Jeżeli ciąg liczbowy {\displaystyle (a_{n})_{n=1}^{\infty }} o wyrazach nieujemnych spełnia następujące warunki:
1. {\displaystyle \lim _{n\to \infty }a_{n}=0,}
2. ciąg {\displaystyle a_{n}} jest nierosnący,

to szereg
{\displaystyle \sum _{n=0}^{\infty }(-1)^{n}a_{n}}
jest zbieżny.

## Dowód
Zgodnie z założeniem
{\displaystyle a_{0}\geqslant a_{1}\geqslant a_{2}\geqslant a_{3}\geqslant \ldots \geqslant 0.}
Niech
{\displaystyle S_{m}=\sum _{n=0}^{m}(-1)^{n}a_{n}}
oznacza {\displaystyle m}-tą sumę częściową rozważanego szeregu.
Podciąg ciągu sum częściowych postaci
{\displaystyle \left(S_{2N-1}\right)_{N=1}^{\infty }}
jest niemalejący i ograniczony z góry, a zatem zbieżny. Istotnie,
{\displaystyle S_{2N+1}-S_{2N-1}=a_{2N}-a_{2N+1}\geqslant 0}
(ciąg ten jest niemalejący) oraz
{\displaystyle S_{2N+1}\ =a_{0}-a_{1}+a_{2}-a_{3}+\ldots +a_{2N}-a_{2N+1}\leqslant a_{0}-a_{2}+a_{2}-a_{4}+\ldots +a_{2N}-a_{2N+2}=a_{0}-a_{2N+2}\leqslant a_{0}}
(ciąg ten jest ograniczony).
Niech
{\displaystyle s=\lim _{N\to \infty }S_{2N+1}.}
Aby zakończyć dowód, trzeba pokazać, że
{\displaystyle s=\lim _{N\to \infty }S_{2N}.}
Rzeczywiście,
{\displaystyle \lim _{N\to \infty }S_{2N}=\lim _{N\to \infty }\left(S_{2N-1}+a_{2N}\right)=\lim _{N\to \infty }S_{2N-1}+\lim _{N\to \infty }a_{2N}=s+0}.

## Przykład zastosowania
- Szereg anharmoniczny

{\displaystyle 1-{\frac {1}{2}}+{\frac {1}{3}}-{\frac {1}{4}}+\ldots }
jest zbieżny, jako szereg naprzemienny, którego ciąg wyrazów jest malejący i zbieżny do {\displaystyle 0}.
- w szeregu Grandiego {\displaystyle 1-1+1-1\dots } ciąg wyrazów {\displaystyle a_{n}=1} jest nierosnący,

w szeregu {\displaystyle \sum _{n=0}^{\infty }(-1)^{n}\,(1+{\tfrac {1}{n}})} ciąg wyrazów {\displaystyle a_{n}=1+{\tfrac {1}{n}}} jest malejący.
W żadnym z tych szeregów ciąg wyrazów {\displaystyle (a_{n})} nie jest zbieżny do {\displaystyle 0} i oba szeregi są rozbieżne
- w szeregu {\displaystyle \sum _{n=0}^{\infty }(-1)^{n}\,a_{n},} gdzie {\displaystyle a_{2n}={\tfrac {1}{n^{2}}},\quad a_{2n-1}={\tfrac {1}{n}}} ciąg wyrazów {\displaystyle (a_{n})} jest zbieżny do {\displaystyle 0,} ale nie jest nierosnący i szereg jest rozbieżny.

## Literatura dodatkowa
- Grigorij Michajłowicz Fichtenholz: Rachunek różniczkowy i całkowy. T. 2. Warszawa: PWN, 1966.